# Hockey Club de Cergy-Pontoise
Die Jokers de Cergy-Pontoise (offizieller Name: Hockey Club de Cergy-Pontoise) sind eine französische Eishockeymannschaft aus Cergy-Pontoise, welche 1981 gegründet wurde und seit 2020 in der Ligue Magnus, der höchsten französischen Eishockeyliga, spielt.

## Geschichte
Der HC Cergy-Pontoise wurde 1981 gegründet. Die Männer-Eishockeymannschaft spielte mehrere Jahre in der zweitklassigen Division 1. In der Saison 2011/12 stieg sie in die drittklassige Division 2 ab, konnte aber einige Jahre später den Wiederaufstieg in die Division 1 feiern.
2020 erreichte der Club den Aufstieg in die erstklassige Ligue Magnus.
Das Aushängeschild des Vereins ist die Fraueneishockeymannschaft, die zwischen 1990 und 2009 insgesamt 17 Mal Französischer Meister wurde und das nationale Fraueneishockey deutlich dominierte. Aus der Mannschaft ging unter anderem die Nationaltrainerin Christine Duchamp hervor. 

## Erfolge
- Französischer Fraueneishockey-Meister (17×): 1991, 1992, 1993, 1994, 1996, 1997, 1998, 2000, 2001, 2002, 2003, 2004, 2005, 2006, 2007, 2008, 2009

## Bekannte ehemalige Spieler
- Christine Duchamp
- Stanislav Lašček
- Harond Litim
- Jan Münster